# Corwen

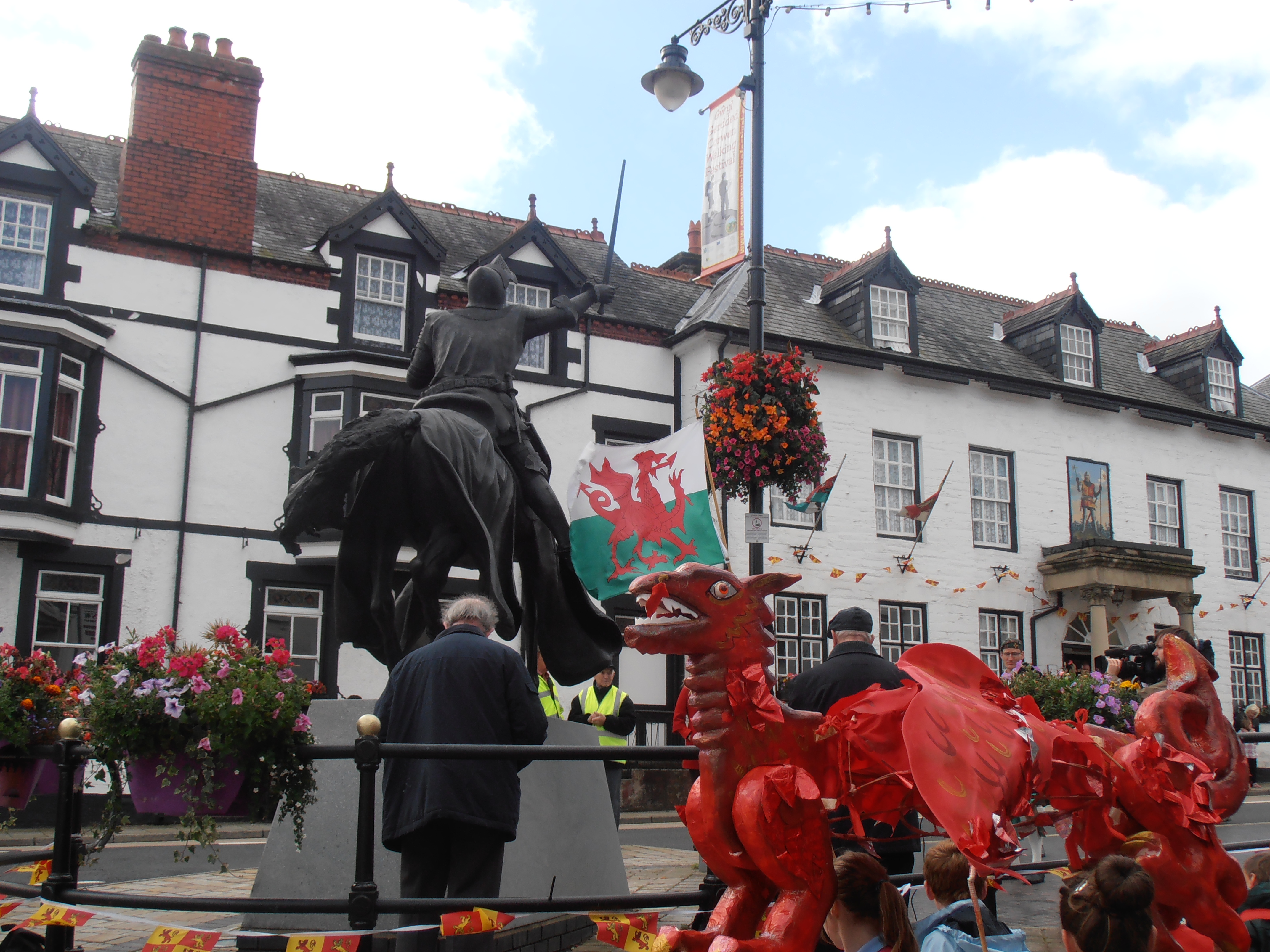
Corwen: estàtua en bronze representant Owain Glyndŵr

Corwen és una localitat i comunitat al comtat de Denbighshire, al nord-est de Gal·les (prèviament a l'antic comtat de Merionethshire). Se situa a la vora del riu Dee, sota la Serralada Berwyn. La localitat es troba 18 km a l'oest de Llangollen, 4 km a l'oest de Carrog, i 21 km al sud de Ruthin. Segons el cens del Regne Unit del 2001, Corwen tenia 2.398 persones.

## Història
Corwen és més coneguda per la seva relació amb Owain Glyndŵr, un príncep gal·lès de principis del segle XV que va conduir els gal·lesos en la seva lluita per la independència. Una estàtua eqüestre de bronze va ser erigida en el seu honor el 2007, al centre del poble, commemorant el dia en què va ser proclamat com a autèntic, i últim, príncep de Gal·les.
La localitat va créixer com un centre ramader. Els llocs d'interès de Corwen són la mota d'un castell normand, l'Església de Sant Mael i Sant Sulien del segle xiii i la Capella Rûg (construïda en 1637 per William Salesbury).

## Economia
Situada en els pujols de Gal·les del Nord, l'economia de Corwen gira entorn de la producció grangera. El principal ocupador local és la fàbrica de remolcs «Ifor Williams Trailers», fundada el 1958, el major fabricant de remolcs de menys de 3.500 kg en el Regne Unit.

## Transport
El 1864 Corwen va ser unida a la xarxa nacional de ferrocarrils (British Rail), per una línia des de Ruthin que recorria la Vall de Clwyd, i el 1865 a un ramal del Great Western Railway des de Ruabon a través de la vall de Dee. L'estació va ser decisiva per al seu desenvolupament com a centre de la indústria agropecuària local. Però va deixar d'utilitzar-se després de l'aplicació del Beeching Axe, nom informal amb el qual es coneix la retallada de despeses que va sofrir el sistema ferroviari britànic en la dècada de 1960. Existeixen projectes per unir Corwen al ferrocarril turístic Llangollen Railway (en gal·lès: Rheilffordd Llangollen).
Corwen és l'última localitat considerable en la ruta A5 que uneix Londres amb Holyhead, fins que s'arriba a Betws-i-Coed. A causa d'això, compta amb hotels que van ser usats en el passat com a casa de postes per a cotxes de correu i diligències. Malgrat que l'A5 ja no és la ruta principal a Holyhead, en ser suplantada per la ruta costanera A55, l'estret carrer principal del poble encara compta amb bastant de trànsit.

## Cultura
Corwen va ser seu de l'Eisteddfod Nacional de Gal·les el 1919. The Pavilion, un escenari tancat de Corwen, ha jugat un rol important en la cultura gal·lesa durant tot el segle xx, en albergar nombrosos concerts i eisteddfodau. La primera banda de rock en gal·lès a rebre reconeixement de la premsa, Edward H. Dafis, va donar els seus primers concerts a Corwen l'agost del 1973.